# Дітеріхс Михайло Костянтинович
Михайло Костянтинович Дітеріхс (рос. Михаил Константинович Дитерихс; нар. 5 (17) квітня 1874 — пом. 9 жовтня 1937) — російський воєначальник і громадський діяч, один з організаторів і очільників Білого руху в Сибіру. Прихильник православно-монархічних поглядів.

## Життєпис
Народився у Санкт-Петербурзі 5 квітня 1874 року (за старим стилем). Походить зі старовинного лицарського роду, чиї володіння знаходились в Моравії. Його батько — полковник артилерії (згодом — генерал від інфантерії) К. О. Дітеріхс.

### Ранні роки
По досягненню 12-річного віку був зарахований до Пажеського корпусу, директором якого на той час був його дядько — генерал-лейтенант Ф. К. Дітеріхс.
8 серпня 1894 року Михайло Дітеріхс отримав офіцерський чин підпоручика й був направлений у Туркестан для проходження військової служби на посаду діловода кінно-гірської батареї 2-ї лейб-гвардії артилерійської бригади. Через рік після початку служби підпоручик Дітеріхс подав рапорт про відрахування.
У 1897 році повернувся у Санкт-Петербург де, склавши на «відмінно» іспити, був зарахований до Миколаївської академії Генерального штабу. У 1900 році закінчив 2 класи Академії за першим розрядом, був зведений у штабскапітани і призначений на службу в Московський військовий округ, де обіймав штабні посади. 1902 року зведений у чин капітана. У 1903 році був прикомандирований до 3-го Сумського драгунського полку.

### Російсько-японська війна
З початком російсько-японської війни 1904—1905 років капітан Михайло Дітеріхс був призначений обер-офіцером для особливих доручень при штабі 17-го армійського корпусу. Відразу ж був направлений на передові позиції.
Брав участь в битвах під Ляояном, на річці Шахе та під Мукденом.
Війну закінчив у званні підполковника, на посаді штаб-офіцера для особливих доручень при штабі корпусу.

### Міжвоєнний період (1905—1914)
Після закінчення російсько-японської війни підполковник Михайло Дітеріхс повернувся в Московський військовий округ.
У лютому 1909 року його переводять на посаду штаб-офіцера для особливих доручень при штабі Київського військового округу. Того ж року зведений у чин полковника.
30 червня 1913 року Дітеріхс призначений на посаду начальника відділення мобілізаційного відділу Головного управління Генерального штабу.

### Перша світова війна
З початком Першої світової війни, вступом у неї Російської імперії 1 серпня 1914 року і початком бойових дій, полковник Дітеріхс був призначений начальником оперативного відділення штабу Південно-Західного фронту.
У вирішальний момент Галіційської битви восени 1914 року полковник Дітеріхс був призначений виконувачем обов'язків начальника штабу 3-ї армії й блискуче впорався з покладеними на нього обов'язками.
У березні 1915 року, за наполегливим проханням начальника штаба Південно-Західного фронту генерала М. В. Алексєєва, полковник Дітеріхс був призначений генерал-квартирмейстером штабу фронту. У травні того ж року отримав чин генерал-майора.
У грудні 1915 року в командування Південно-Західним фронтом вступив генерал-ад'ютант О. О. Брусилов, який доручив генерал-майору Дітеріхсу розробити план контрнаступу, який увійшов в історію, як Брусиловський прорив.
25 травня 1916 року генерал-майор Дітеріхс був призначений начальником 2-ї особливої піхотної бригади на Салонікському фронті в Греції. Бригада входила до складу міжсоюзницьких військових контингентів, сформованих спеціально для дій на Балканах. У червні 1916 року, завантажившись на кораблі в Архангельську, частини бригади прибули в Салоніки у серпні, а у вересні почалися бої з болгарськими та німецькими військами. У міста Флорина були атаковані сербські частини. Для ліквідації прориву Верховний головнокомандувач союзників французький генерал Моріс Саррайль кинув російську бригаду. Маючи в своєму розпорядженні лише один полк і власний штаб, генерал Дітеріхс вийшов на фронт. 10 вересня відбувся перший бій російських частин. Відбивши наступ болгарської піхоти, союзні сили почали готуватися до заняття міста Монастир на півдні сербської Македонії. Бригада Дітеріхса опинилася на вістрі удару. Наступ проходив у тяжких гірських умовах. Не вистачало продовольства і боєприпасів. Але союзники наполегливо наступали і оволоділи ключовою позицією на підступах до Монастиря — містом Флорина. За це 3-й особливий піхотний полк був нагороджений французьким Військовим хрестом з пальмовою гілкою на прапор. Такої ж нагороди удостоївся і генерал Дітеріхс.
19 листопада 1916 року на плечах відступаючого супротивника 1-й батальйон 3-го особливого російського полку увірвався в Монастир. Союзні війська вперше ступили на територію Сербії. За це Дітеріхс удостоївся вищої нагороди Франції — ордена Почесного легіону.

### Громадянська війна в Росії
На початку липня 1917 року генерал-майор Дітеріхс був відкликаний у Петроград. Тут отримав чин генерал-лейтенанта й у вересні призначений генерал-квартирмейстером Ставки Верховного головнокомандувача, а з 3 листопада того ж року — начальник штабу Ставки.
Під час більшовицького перевороту уникнув арешту. 8 листопада 1917 року виїхав у Київ, де перебувала його сім'я.
У грудні 1917 року обійняв посаду начальника штабу Чехословацького корпусу. У червні 1918 року разом з родиною прибув до Владивостоку. Попервах чеські частини дотримувались нейтралітету. Проте місцева Рада закликала роззброїти вояків корпусу. Діючи на випередження, в ніч на 29 червня 1918 року чехи повалили Радянську владу у Владивостоці. Дітеріхс перейняв на себе командування Владивостоцькою групою і розгорнув наступ на захід вздовж лінії Транссибу. 31 серпня на станції Оловянній відбулась зустріч Владивостоцької і Забайкальської груп корпусу.
У жовтні 1918 року генерал Дітеріхс переїхав в Омськ, де був створений перший антибільшовицький загальноросійський уряд — Уфимська Директорія. 18 листопада того ж року Омська Рада міністрів проголосила адмірала О. В. Колчака Верховним Правителем Росії. Тоді ж був створений Західний фронт, начальником штабу якого до середини лютого 1919 року був генерал-лейтенант Дітеріхс. Він вийшов зі складу Чехословацького корпусу і 8 січня був переведений на службу в російську армію Колчака.
У травні 1919 року генерал-лейтенант Дітеріхс призначений командувачем Сибірською армією, а вже 14 липня того ж року отримав нову посаду — головнокомандувача арміями Східного фронту. 1 вересня 1919 року війська Східного фронту розпочали Тобольську операцію, просунувшись вперед на 150—200 км. Проте 14 жовтня радянські армії перейшли у контрнаступ. Після важких десятиденних боїв 25 жовтня Дітеріхс віддав наказ на відступ за Ішим. Звинувачений Колчаком у пасивності, 4 листопада він був відправлений у відставку. Залишивши Омськ, через Іркутськ і Читу разом з сім'єю емігрував у Харбін (Китай).

### Правитель Приамурського краю
На запрошення керівництва Далекосхідної республіки 8 червня 1922 року Дітеріхс прибув у Владивосток. 23 липня тут відбувся останній в історії Росії Земський Собор. 31 липня був прийнятий перший Акт, згідно з яким «Приамурський Земський Собор визнає, що право на здійснення Верховної влади в Росії належить династії Дому Романових». З огляду на неможливість прибуття представників Дому Романових у Владивосток, 8 серпня 1922 року Михайло Дітеріхс був проголошений Главою Приамурського державного утворення. Того ж дня він склав присягу в Успенському соборі міста й зачитав свій перший Указ, згідно з яким Приамурське державне утворення іменувалось надалі Приамурським земським краєм. Військо Приамурського тимчасового уряду перейменовувалось у Земську рать, а сам генерал-лейтенант Дітеріхс став воєводою Земської раті.
2 вересня 1922 року війська Земської раті розпочали наступ на Хабаровськ. З боями їм вдалось захопити станцію Шмаковка, але далі наступ зупинився. 3 жовтня поновились бойові дії вздовж Усурійської залізниці. Поволзька група генерала В. М. Молчанова ледь стримувала наступ переважаючих чисельно сил народно-революційної армії ДСР. Після тривалого артилерійського обстрілу Спаська, в ніч з 8 на 9 жовтня частини земської раті залишили місто. 13-14 жовтня 1922 року відбулась генеральна битва. Війська червоних під керівництвом В. К. Блюхера знову переважали чисельно, тому 14 жовтня Дітеріхс віддав наказ про відступ.
17 жовтня Дітеріхс видав свій останній Указ, а 26 жовтня Владивосток був залишений частинами Земської раті. У відповідності з домовленностями між Дітеріхсом і китайськими урядовцями, вранці 2 листопада 1922 року Штаб Земської раті й близько 20 тисяч осіб перейшли кордон.

### Останні роки
Влітку 1923 року Дітеріхс з дружиною і дочкою переїхав у Шанхай. Тут він працював на посаді головного касира Франко-Китайського банку, надавав підтримку «Товариству поширення російської національної і патріотичної літератури». На його пожертвування була видана праця професора С. С. Ольденбурга «Історія царювання Імператора Миколи II».
Але головною справою залишалася боротьба. Дітеріхс був обраний головою Далекосхідного відділу Російського загальновоїнського союзу (РОВС). Під його керівництвом у складі Далекосхідного відділу готувалися бойові групи. РОВС співпрацював з Братством Руської Правди (БРП) — бойовою організацією, орієнтованою на підготовку повстанського руху в СРСР. 20 березня 1931 року Михайло Костянтинович був обраний Почесним братом БРП.
Протягом 1931—1932 рр. вийшов 31 номер редагованого Дітеріхсом журналу «Голос Росії». Орган Далекосхідного відділу РОВСу надавав свої сторінки для матеріалів БРП, а також Національно-трудового союзу нового покоління (НТСНП).
Помер 9 жовтня 1937 року в Шанхаї, де й був похований. Могила не збереглась.

## Нагороди
- Орден Святого Станіслава III ступеня (1902);
- Орден Святої Анни III ступеня з мечами і бантом (1904) — за битву під Ляояном;
- Орден Святого Володимира IV ступеня з мечами і бантом (1905);
- Орден Святого Станіслава II ступеня (1905) — за битву під Мукденом;
- Орден Святої Анни II ступеня з мечами (1905) — за Російсько-японську війну;
- Орден Святого Станіслава I ступеня з мечами (1915) — «за відмінно-старанну службу і труди, понесені під час військових дій»;
- Військовий хрест (1916) — за взяття Флорини;
- Орден Святого Володимира II ступеня з мечами (1917) — за взяття Монастира;
- Орден Почесного легіону (1917) — за взяття Монастира.

## Родина
Восени 1897 року був обвінчаний з Марією Олександрівною, дочкою генерал-лейтенанта О. М. Повало-Швейковського. Незабаром у подружжя народилися син Микола та донька Наталія.
Після розлучення з першою дружиною, у 1916 році Михайло Дітеріхс одружився з Софією Емілівною, донькою генерал-майора Е. Е. Бредова. У цьому шлюбі мав дочку.

## Літературна творчість
Протягом 1920—1921 рр. Михайло Дітеріхс написав свою відому працю «Вбивство Царської Сім'ї та членів Дому Романових на Уралі», що вийшла друком 1922 року у Владивостоці. Книга складалася з двох частин: перша частина відображала факти, пов'язані з царевбивством; друга частина, названа автором «Матеріали і думки», містила дослідження причин, що призвели Росію до катастрофи 1917 р.